# 哈里森 (密歇根州)
哈里森（英語：Harrison）是一個位於美國密歇根州克萊爾縣的城市。根據2010年美國人口普查，該地共人口2114人，而該地的面積約為10.43平方千米。同時該地也是克萊爾縣的縣治。

## 地理
哈里森的座標為44°01′16″N 84°48′02″W / 44.02111°N 84.80056°W，而該地的平均海拔高度為355米（即1165英尺）。